# 圣日耳曼迪科尔贝伊
圣日耳曼-迪科尔贝伊（法語：Saint-Germain-du-Corbéis，法語發音：[sɛ̃ ʒɛʁmɛ̃ dy kɔʁbei]）是法国奥恩省的一个市镇，属于阿朗松区。

## 地理
圣日耳曼-迪科尔贝伊（48°25'22"N, 0°3'43"E）面积7.52 平方千米，位于法国诺曼底大区奧恩省，该省份为法国西北部内陆省份，北起顺时针与卡爾瓦多斯省、厄尔省、厄尔-卢瓦省、萨尔特省、马耶讷省和芒什省接壤。
与圣日耳曼-迪科尔贝伊接壤的市镇（或旧市镇、城区）包括：萨尔特河畔孔代、阿朗松、埃卢、阿尔索奈。
圣日耳曼-迪科尔贝伊的时区为UTC+01:00、UTC+02:00（夏令时）。

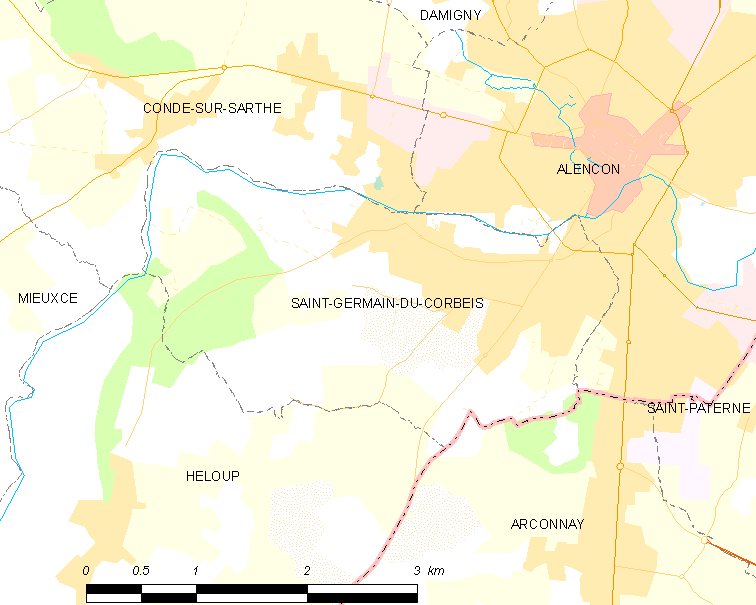
圣日耳曼-迪科尔贝伊的OSM定位图

## 行政
圣日耳曼-迪科尔贝伊的邮政编码为61000，INSEE市镇编码为61397。

## 政治
圣日耳曼-迪科尔贝伊所属的省级选区为阿朗松第二县。

## 人口

1962-2008年间圣日耳曼-迪科尔贝伊人口变化图示

圣日耳曼-迪科尔贝伊于2022年1月1日时的人口数量为3648人。